# Ugia radama
Ugia radama là một loài bướm đêm trong họ Erebidae.